# Рожков Валентин Федорович
Рожков Валентин Федорович (1 січня 1946, Потапці, Канівський район, Черкаська область — 19 червня 2023, Київ) — український актор, соліст Київського академічного театру оперети. Народний артист України (2009).

## Біографія і творча діяльність
Валентин Рожков народився 1 січня 1946 в селі Потапці, Канівського району, Черкаської області. В 1965 році вступив до студії з підготовки акторських кадрів при Київському театрі оперети, яку закінчив через чотири роки. Відразу після закінчення навчання його було запрошено на посаду артиста-вокаліста цього театру.
Ще в молодому віці його майстерність була помічена легендарним українським співаком Іваном Козловським. 19 січня 1967 року Валентин Рожков виступив разом з Тамарою Тимошко-Горюшко і Валентиною Чеменою у виставі Київської оперети під час «Декади українського мистецтва в Москві». І. Козловський після їх виступу вийшов на сцену й сказав: «Я щасливий і гордий, що в Україні є такі чудові голоси. Це свідчить про співочий дар нації. У театру оперети велике яскраве майбутнє. Я благословляю його». З цими словами він «опустився на коліно й перехрестив артистів, а зал вибухнув оплесками…»
За роки роботи в театрі Валентин Федорович став одним з провідних акторів, «створив цілу галерею різнопланових і сценічно яскравих образів. Для кожного з них актор завжди знаходив своєрідні барви відповідно до характеру музичного матеріалу та режисерського вирішення сцени. У виставах завжди створює блискучі та яскраві образи. Його гра відрізняється інтелігентністю, легкістю рухів, елегантністю манер»., — відмічається на офіційному сайті театру.
У 2009 році В. Ф. Рожкову було присвоєне звання Народного артиста України (Указ Президента від 16.12.2009 №  1066/2009).
13 березня 2014 В. Ф. Рожков серед інших діячів культури поставив свій підпис під «Заявою від діячів культури України до творчої спільноти світу».
Помер після важкої хвороби 19 червня 2023 року.

## Творчий доробок
- Стефан («Циганський барон» Й. Штрауса)
- Феррі («Сільва» І. Кальмана)
- Цибуля («Сорочинський ярмарок» О. Рябова)
- Філіп («Баядера» І. Кальмана)
- Негош («Весела вдова» Ф. Легара)
- Франк («Кажан» Й. Штрауса)
- Пелікан («Містер Ікс» І. Кальмана)
- Прокіп Сірко («За двома зайцями» В. Ільїна та В. Лукашова)
- Палі («Циганський барон» Й. Штрауса)